# Ryan Winterton
Ryan Winterton (Markham, Ontario, 4 de septiembre de 2003) es un jugador profesional canadiense de hockey sobre hielo que se desempeña en la posición de centro en Seattle Kraken, equipo de la National Hockey League (NHL).

## Carrera
Fue seleccionado en la tercera ronda en la NHL Entry Draft de 2021. En 2023 hizo su debut profesional con el equipo Seattle Kraken, donde lleva jugando una temporada.